# Harvard-universiteit

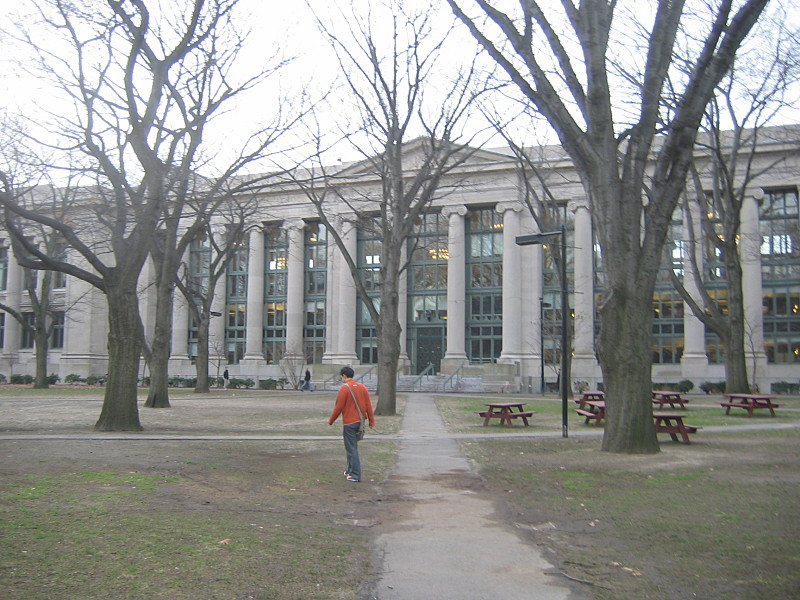
Harvard Law School

De Harvard-universiteit (Engels: Harvard University) is een Amerikaanse particuliere universiteit die hoofdzakelijk in Cambridge (Massachusetts) is gevestigd. De Harvard Business School ligt samen met de sportfaciliteiten tegenover de rest van de campus aan de kant van Boston aan de rivier de Charles. De Harvard Medical School is gevestigd in het medische district Longwood dichter bij het centrum van Boston, waar een aantal bekende gespecialiseerde ziekenhuizen staan. Ook het astronomisch observatorium, het Harvard Museum of Natural History en het Arnold Arboretum genieten wereldwijd bekendheid.
Harvard is een van de meest prestigieuze universiteiten ter wereld, met zeer hoge toelatingseisen voor (aspirant-)studenten, hoge collegegelden, hoge salarissen voor hoogleraren en een grote kans op een uitstekend betaalde baan na het afstuderen. De universiteit weet vele gerenommeerde wetenschappers als hoogleraar binnen te halen, die elders in de Verenigde Staten of daarbuiten naam hebben gemaakt, waaronder verschillende Nobelprijswinnaars. Harvard heeft tevens de oudste zomerschool van de Verenigde Staten (opgericht in 1871), jaarlijks volgen meer dan 5000 studenten cursussen in uiteenlopende onderwerpen op de Harvard Summer School.

## Geschiedenis
De school werd gesticht op 8 september 1636, met als belangrijkste doel ter plaatse predikanten op te leiden, zodat de kolonie minder afhankelijk zou zijn van de aanvoer van afgestudeerde geestelijken uit Engeland. De eerste jaren was de naam 'New College'. Op 13 maart 1639 werd de school vernoemd naar John Harvard (1607-1638), een predikant die de universiteit achthonderd Engelse ponden en zijn bibliotheek van ongeveer vierhonderd boeken naliet. Het is de oudste universiteit van de Verenigde Staten.

## Onderdelen van Harvard
- Harvard Business School
- Harvard College
- Department of Continuing Education
- Harvard School of Dental Medicine
- Graduate School of Design
- Harvard Divinity School
- Graduate School of Education
- Harvard School of Engineering and Applied Sciences
- John F. Kennedy School of Government
- Harvard Graduate School of Arts and Sciences
- Harvard Law School
- Harvard Medical School
- Harvard T. H. Chan School of Public Health
- Radcliffe Institute for Advanced Study
- Harvard Extension School (onderdeel van 'Department of Continuing Education')
- Harvard Summer School (onderdeel van 'Department of Continuing Education')
- Museum of Comparative Zoology (MCZ)

## Bekende alumni en medewerkers
De Amerikaanse presidenten John Adams, John Quincy Adams, Rutherford B. Hayes, Theodore Roosevelt, Franklin D. Roosevelt, John F. Kennedy, George W. Bush en Barack Obama studeerden aan Harvard.
Andere politici die hier studeerden, waren John Hancock, Samuel Adams, Edward M. Kennedy, Robert F. Kennedy, Henry Kissinger, Al Gore en Álvaro Uribe.
Verder waren hier actief: de filosofen Henry David Thoreau en George Novack, de psycholoog Burrhus Skinner, de schrijver Ralph Waldo Emerson, de dichters Wallace Stevens, T.S. Eliot en E.E. Cummings, de componisten Leroy Anderson en Leonard Bernstein, de acteur Jack Lemmon, de jurist en theoloog Werner-Édouard de Saeger van Nattenhaesdonck, de mensenrechtenactiviste Irene Khan, de feministische katholieke theologe Elisabeth Schüssler Fiorenza en hoofdredacteur Peter Vandermeersch. Ook Bill Gates van Microsoft en Mark Zuckerberg van Facebook hebben aan Harvard gestudeerd, maar beiden maakten hun studie niet af. Thomas Beveridge studeerde hier in 1955 af.
De natuurkundige Wallace Clement Sabine, die als de grondlegger van de moderne akoestiek moet worden beschouwd, werkte er van 1888 tot 1918. Hij verbeterde de akoestische kwaliteit van het auditorium in het Fogg Art Museum.
Botanicus William Trelease was in 1880 en 1881 actief aan Harvard. In de jaren 1940-1950 specialiseerde arts Lenore Harney zich er in Public Health Medicine. Botanicus Sherwin Carlquist was in 1955 en 1956 postdoc aan Harvard. In 1957 is botanicus Robert Dressler er gepromoveerd. Botanicus Philip Barry Tomlinson was tussen 1965 en 1971 als wetenschappelijk onderzoeker en tussen 1971 en 2001 als hoogleraar aan Harvard verbonden, vanaf 2001 is hij er emeritus-hoogleraar. In 1978 behaalde botanicus Walter Judd een PH.D. aan Harvard. Etnobotanicus Michael Balick behaalde aan Harvard een Ph.D. in 1980. Etnobotanicus Paul Alan Cox behaalde een M.A. en een Ph.D. aan Harvard. Etnobotanicus Timothy Plowman behaalde in 1970 een Master en in 1974 een Ph.D. aan Harvard. Botanicus Winslow Briggs was student en hoogleraar aan Harvard.
Antropoloog Robert M. Laughlin behaalde in 1961 een MA en in 1963 een Ph.D. aan Harvard.
E. Allen Emerson behaalde in 1981 zijn Ph.D. aan deze universiteit.
Sidnie White Crawford heeft een Master of Theological Studies (MTS) van de Harvard Divinity School (1984) en een PhD van het Department of Near Eastern Languages and Civilizations van de Harvard-universiteit (1988).
Burgerrechtenactivist en astronaut Amanda Nguyen behaalde in 2013 haar Bachelor of Arts aan Harvard. Ze werd bekend doordat ze na een verkrachting op de campus van deze universiteit een wetsvoorstel deed om de rechten van slachtoffers van seksueel geweld te beschermen.
Basketballer Jeremy Lin behaalde zijn diploma in 2010 op Harvard.